# La Jarjatte
La Jarjatte, ook Lus-la-Jarjatte, is een gehucht in de Franse gemeente Lus-la-Croix-Haute, departement Drôme, regio Auvergne-Rhône-Alpes. Het gehucht ligt vlak bij de bron van de rivier Buëch.
In het gehucht bevinden een ski-station met 6 skipistes van een totale lengte van 8 kilometer, bovendien is er 18 kilometer aan loipes. Voorts is er een camping en in de nabijheid een via ferrata.
Dorp: Lus-la-Croix-Haute       Gehuchten: Les Amayères · La Caire · Les Corréardes · La Croix-Haute · La Jarjatte · Les Lusettes · Mas Bourget · Mas Rebuffat